# ديفيد لام
ديفيد لام هو رائد أعمال وسياسي كندي، ولد في 2 سبتمبر 1923 بهونغ كونغ البريطانية في المملكة المتحدة، وتوفي في 22 نوفمبر 2010 بفانكوفر في كندا بسبب سرطان البروستاتا. انتخب Lieutenant Governor of British Columbia ‏ (9 سبتمبر 1988 – 21 أبريل 1995).